# Strange Man
Strange Man è una raccolta dei Geordie, il primo gruppo di Brian Johnson, oggi cantante degli AC/DC. La raccolta è stata pubblicata nel 1982 dall'etichetta britannica Red Bus.

## Canzoni
1. Got to know (Malcolm - Johnson)
2. So what (Malcolm)
3. Mama's gonna take you home (Huxley - Birnbach) (cover dai Jericho)
4. Give you till monday (Malcolm)
5. Ain't it just like a woman  (Malcolm)
6. She's a teaser (Malcolm - D'Ambrosia)
7. Strange man (Malcolm)
8. Can you do it (Malcolm)
9. All because of you (Malcolm)
10. House of the rising sun (brano tradizionale americano, riarrangiato dai Geordie)

## Formazione
- Brian Johnson (voce)
- Vic Malcolm (chitarra)
- Tom Hill (basso)
- Brian Gibson (batteria)